# The Dark Pictures Anthology: Little Hope
The Dark Pictures Anthology: Little Hope — відеогра в жанрі інтерактивної драми з елементами survival horror, розроблена Supermassive Games і видана Bandai Namco Entertainment. Вона є другою з восьми запланованих частин в серії The Dark Pictures Anthology та наступницею Man of Medan. Випуск гри відбувся 30 жовтня 2020 року для Microsoft Windows, PlayStation 4 та Xbox One. Історія розповідає про чотирьох студентів і їхнього вчителя, які після аварії автобуса опинилися в місті Літл-Гоуп, Нова Англія, сумнозвісним полюванням на відьом, що відбулось в 1692 році. Досліджуючи місто, вони стають свідками страти групи поселенців із минулого, які виглядають точнісінько як вони, що спонукає їх з'ясувати їхній зв'язок із цими поселенцями, зібрати воєдино історію міста і виявити «корінь зла».

## Ігровий процес
The Dark Pictures Anthology: Little Hope є відеогрою в жанрі інтерактивної драми з елементами survival horror від третьої особи, у якій гравці керують п'ятьма персонажами, які опинилися в пастці в місті-привиді. Протягом всієї гри, гравцям необхідно вибирати різні варіанти діалогів і рішень, які впливають на хід історії й відносини між головними героями та утворюють декілька можливих сценаріїв і кінцівок. Залежно від вибору гравців, усі персонажі можуть померти до завершення історії. Напружені сцени в основному супроводжуються «швидкими подіями», більшість із яких, якщо їх пропустити, можуть призвести до жахливих наслідків для персонажів.
Ігровий процес був частково переосмислений і поліпшений після отримання відгуків від гравців, які скаржилися на ігровий процес попередньої гри. Наприклад, персонаж гравця тепер може ходити швидше. Крім того, складність «швидких подій» була знижена, що дає гравцям більше часу на реакцію. Також було прийнято рішення прибрати так зване «танкове управління».
Як і в Man of Medan, у грі є два багатокористувацьких режими: «Спільна історія», який дає змогу двом гравцям грати в мережі, та «Ніч кіно», у якому п'ять гравців можуть вибрати своїх персонажів і передавати контролер між собою, коли починається гра за обраного ними персонажа.

## Розробка
The Dark Pictures Anthology була задумана Supermassive Games як серія не пов'язаних між собою ігор, які досліджують різні теми й жанри жахів. План студії полягав у тому, щоб випускати по одній грі кожні шість місяців, але ця мета не була досягнута. Тизер-трейлер був представлений у сцені після титрів Man of Medan, яка вийшла в серпні 2019 року. Little Hope була офіційно анонсована 14 квітня 2020 року як друга гра серії The Dark Pictures Anthology.
На відміну від Man of Medan, дії якої відбувалися в сучасний час, історія Little Hope охоплює кілька тимчасових рамок, чергуючись між теперішнім і минулим. Гра має більше надприродних елементів у порівнянні з її попередником. Розробники вибрали чаклунство як основну тему гри, оскільки вони хотіли вивчити його першопричини. Режисер Піт Семюелс додав, що їх заінтригували «жадібність, параноя і страх перед Богом», які спонукали людей здійснювати жахливі вчинки в період полювання на відьом. Розробники надихалися як серією ігор Silent Hill, так і п'єсою «Суворе випробування» про процес над салемськими відьмами, який проходив у колонії Массачусетської затоки в 1692—1693 роках. Гра також була натхненна такими фільмами, як «Відьма», «Відьма з Блейр: Курсова з того світу», «Повсталий з пекла», «Воно», «Омен» і «Час відьом». Актор Вілл Поултер був найнятий, щоб озвучити й забезпечити захоплення руху для Ендрю, одного з головних персонажів.

## Випуск
Випуск The Dark Pictures Anthology: Little Hope відбувся 30 жовтня 2020 року для Microsoft Windows, PlayStation 4 та Xbox One. Попередньо, випуск гри мав відбутися влітку, проте був перенесений через пандемію коронавірусної хвороби. Попереднє замовлення включає ранній доступ до доповнення «The Curator's Cut» з новими сценами, варіантами рішень та їх наслідками.